# Eva Orner
Eva Orner (Melbourne, 1969) es una productora y directora de cine australiana que actualmente reside en Los Ángeles.
Ha producido el documental Untold Desires (1995), ganador del premio al Mejor Documental en los Premios del Instituto Australiano de Cine, los Premios Logie y los Premios Australianos de Derechos Humanos.

## Trayectoria
Orner estudió en la Universidad de Monash, donde obtuvo una licenciatura en Artes, especializándose en historia del arte. Tras graduarse, formó junto a su amiga Sarah Barton una compañía de videos corporativos, Barton dirigiendo y Orner produciendo. Posteriormente, decidieron orientarse hacia la dirección creativa y, con este nuevo enfoque, produjeron un documental sobre la discapacidad física y la sexualidad. Ese documental, Untold Desires, ganó el premio al Mejor Documental en los Premios del Instituto Australiano de Cine, los Premios Logie y los Premios Australianos de Derechos Humanos y se proyectó en festivales de cine de todo el mundo. Finalmente se vendió al Canal Cuatro de la BBC.
Posteriormente, después de trabajar como directora de producción en el popular programa de la televisión australiana Blue Heelers, decidió mudarse, primero a Nueva York y, finalmente a Los Ángeles, donde ha continuado su carrera.
Orner produjo Taxi to the Dark Side, el documental de Alex Gibney sobre la tortura y el trato a los prisioneros de guerra estadounidenses en Afganistán, Irak y Guantánamo, que en 2008 obtuvo el premio Óscar al Mejor Documental Largo. En 2013, debutó como directora con un documental sobre una cadena de televisión en Afganistán, llamado The Network. Tres años más tarde, dirigió la película Chasing Asylum, que muestra el tratamiento cruel e inhumano que Australia da a los refugiados y solicitantes de asilo, analizando el impacto humano, político, económico y moral de su política migratoria. Ese mismo año dirigió, junto a Chris McKim, el documental Out of Iraq sobre la relación amorosa entre un traductor iraquí que trabajaba para Estados Unidos y un soldado iraquí.
En los últimos años, ha dirigido Bikram: Yogi, Guru, Predator (Netflix) un documental que investiga el ascenso a la fama del yogui Bikram Choudhury, en la década de los años 70, hasta las acusaciones de violación y acoso sexual de los últimos tiempos. La película se estrenó en 2019 y tuvo su estreno mundial en el Festival Internacional de Cine de Toronto. En 2021 se estrenó su película Burning, donde examina los mortíferos incendios forestales australianos de 2019-2020, conocidos como 'Verano Negro', desde la perspectiva de las víctimas de los incendios, los activistas y los científicos. La película tuvo su estreno mundial en el Festival Internacional de Cine de Toronto.
Más recientemente, en abril de 2024, HBO lanzó Brandy Hellville & the Cult of Fast Fashion, un documental dirigido por Orner sobre la marca de ropa Brandy Melville y la industria mundial de la moda rápida.

## Reconocimientos
Orner ha producido el documental Untold Desires (1995), ganador del premio al Mejor Documental en los Premios del Instituto Australiano de Cine, los Premios Logie y los Premios Australianos de Derechos Humanos.